# セットアップ (競走馬)
セットアップ（欧字名:Set Up、2021年4月6日 - ）は、日本の競走馬。主な勝ち鞍に2023年の札幌2歳ステークス。
馬名の意味は、「開始する、計画する」。

## 経歴

### デビュー前
2021年4月6日、北海道新ひだか町のフジワラファームで誕生。2022年の北海道セレクションセール1歳市場にて4620万円（税別）で嶋田賢により落札された。
その後、美浦・鹿戸雄一厩舎に入厩した。

### 2歳（2023年）
7月9日函館芝1800mの2歳新馬戦でデビュー。レースでは好スタートから先手を奪って逃げ、最後の直線でも懸命に粘ったが、のちにホープフルステークスを制するレガレイラにかわされ、1馬身半差の2着に敗れた。続く8月19日札幌芝1800mの2歳未勝利戦では道中軽快に逃げると最後の直線でも脚色は衰えることなくそのまま逃げ切り2戦目で初勝利を飾る。9月2日の札幌2歳ステークスでは好スタートからハナを奪い逃げると最後の直線では後続馬に4馬身差をつける圧勝劇で重賞初制覇を果たした。

## 競走成績
以下の内容は、JBISサーチ、netkeiba.comおよびレーシング・ポストに基づく。
| 競走日     | 競馬場 | 競走名         | 格   | 距離（馬場）  | 頭 数 | 枠 番 | 馬 番 | オッズ （人気） | 着順 | タイム （上り3F） | 着差 | 騎手      | 斤量 [kg] | 1着馬（2着馬）         | 馬体重 [kg] |
| ---------- | ------ | -------------- | ---- | ------------- | ----- | ----- | ----- | --------------- | ---- | ----------------- | ---- | --------- | --------- | ---------------------- | ----------- |
| 2023.07.09 | 函館   | 2歳新馬        |      | 芝1800m（良） | 9     | 2     | 2     | 013.80（5人）   | 02着 | R1:50.0（35.1）   | -0.2 | 0横山武史 | 55        | レガレイラ             | 470         |
| 0000.08.19 | 札幌   | 2歳未勝利      |      | 芝1800m（良） | 12    | 8     | 11    | 002.40（1人）   | 01着 | R1:48.5（35.6）   | -0.3 | 0横山武史 | 55        | （スパークリシャール） | 472         |
| 0000.09.02 | 札幌   | 札幌2歳S       | GIII | 芝1800m（稍） | 10    | 4     | 4     | 006.80（3人）   | 01着 | R1:50.5（36.5）   | -0.7 | 0横山武史 | 55        | （パワーホール）       | 474         |
| 0000.12.17 | 阪神   | 朝日杯FS       | GI   | 芝1600m（良） | 17    | 3     | 6     | 015.60（6人）   | 07着 | R1:34.3（35.7）   | -0.5 | 0横山武史 | 56        | ジャンタルマンタル     | 488         |
| 2024.02.24 | KAA    | サウジダービー | G3   | ダ1600m（Fs） | 12    | 6     | 12    | 008.00（3人）   | 11着 | R1:40.77          | -4.6 | 0横山武史 | 55        | Forever Young          | 計不        |
| 0000.06.30 | 福島   | ラジオNIKKEI賞 | GIII | 芝1800m（良） | 12    | 3     | 3     | 013.30（8人）   | 12着 | R1:47.2（36.8）   | -1.9 | 0戸崎圭太 | 58        | オフトレイル           | 484         |
| 0000.10.05 | 京都   | オパールS      | L    | 芝1200m（良） | 18    | 1     | 2     | 026.7（10人）   | 16着 | R1:08.3（34.1）   | -0.9 | 0団野大成 | 56        | ビッグシーザー         | 488         |
| 2025.01.18 | 中山   | カーバンクルS  | OP   | 芝1200m（良） | 16    | 6     | 12    | 096.0（13人）   | 16着 | R1:08.9（35.0）   | -1.5 | 0江田照男 | 56        | エイシンフェンサー     | 498         |
| 0000.04.27 | 福島   | モルガナイトS  | OP   | 芝1200m（良） | 16    | 8     | 16    | 089.2（14人）   | 10着 | R1:09.1（34.4）   | -0.6 | 0内田博幸 | 57        | ジャスティンスカイ     | 492         |
| 0000.07.13 | 函館   | 巴賞           | OP   | 芝1800m（良） | 12    | 1     | 1     | 013.60（5人）   | 12着 | R1:51.9（42.6）   | -7.1 | 0浜中俊   | 57        | ケイアイセナ           | 484         |

- 海外の競走の「枠番」欄にはゲート番を記載
- 海外のオッズ・人気は現地主催者発表のもの（日本式のオッズ表記とした）
- 競走成績は2025年7月13日現在

## 血統表
| セットアップの血統                                | セットアップの血統                            | セットアップの血統            | （血統表の出典）              | （血統表の出典） |
| 父系                                              | ダンジグ系                                    | ダンジグ系                    | ダンジグ系                    |                  |
| 父 *デクラレーションオブウォー 2009 鹿毛 アメリカ | 父の父War Front 2002 鹿毛 アメリカ            | Danzig                        | Northern Dancer               | Northern Dancer  |
| 父 *デクラレーションオブウォー 2009 鹿毛 アメリカ | 父の父War Front 2002 鹿毛 アメリカ            | Danzig                        | Pas de Nom                    |                  |
| 父 *デクラレーションオブウォー 2009 鹿毛 アメリカ | 父の父War Front 2002 鹿毛 アメリカ            | Starry Dreamer                | Rubiano                       | Rubiano          |
| 父 *デクラレーションオブウォー 2009 鹿毛 アメリカ | 父の父War Front 2002 鹿毛 アメリカ            | Starry Dreamer                | Lara's Star                   |                  |
| 父 *デクラレーションオブウォー 2009 鹿毛 アメリカ | 父の母Tempo West 1999 栗毛 アメリカ           | Rahy                          | Blushing Groom                | Blushing Groom   |
| 父 *デクラレーションオブウォー 2009 鹿毛 アメリカ | 父の母Tempo West 1999 栗毛 アメリカ           | Rahy                          | Glorious Song                 |                  |
| 父 *デクラレーションオブウォー 2009 鹿毛 アメリカ | 父の母Tempo West 1999 栗毛 アメリカ           | Tempo                         | Gone West                     | Gone West        |
| 父 *デクラレーションオブウォー 2009 鹿毛 アメリカ | 父の母Tempo West 1999 栗毛 アメリカ           | Tempo                         | Terpsichorist                 |                  |
| 母 スリーアロー 2011 黒鹿毛 北海道新ひだか町      | 母の父*アルデバランII 1998 鹿毛 アメリカ      | Mr. Prospector                | Raise a Native                | Raise a Native   |
| 母 スリーアロー 2011 黒鹿毛 北海道新ひだか町      | 母の父*アルデバランII 1998 鹿毛 アメリカ      | Mr. Prospector                | Gold Digger                   |                  |
| 母 スリーアロー 2011 黒鹿毛 北海道新ひだか町      | 母の父*アルデバランII 1998 鹿毛 アメリカ      | Chimes of Freedom             | Private Account               | Private Account  |
| 母 スリーアロー 2011 黒鹿毛 北海道新ひだか町      | 母の父*アルデバランII 1998 鹿毛 アメリカ      | Chimes of Freedom             | Aviance                       |                  |
| 母 スリーアロー 2011 黒鹿毛 北海道新ひだか町      | 母の母ピサノベネチアン 2002 栗毛 北海道静内町 | *サンデーサイレンス           | Halo                          | Halo             |
| 母 スリーアロー 2011 黒鹿毛 北海道新ひだか町      | 母の母ピサノベネチアン 2002 栗毛 北海道静内町 | *サンデーサイレンス           | Wishing Well                  |                  |
| 母 スリーアロー 2011 黒鹿毛 北海道新ひだか町      | 母の母ピサノベネチアン 2002 栗毛 北海道静内町 | *ストームザミント             | Storm Cat                     | Storm Cat        |
| 母 スリーアロー 2011 黒鹿毛 北海道新ひだか町      | 母の母ピサノベネチアン 2002 栗毛 北海道静内町 | *ストームザミント             | Mint Cooler                   |                  |
| 母系(F-No.)                                       | (FN:2-s)                                      | (FN:2-s)                      | (FN:2-s)                      |                  |
| 5代内の近親交配                                   | Mr. Prospector：5×3 Halo：5×4                 | Mr. Prospector：5×3 Halo：5×4 | Mr. Prospector：5×3 Halo：5×4 |                  |
| 出典                                              | 1.                                            | 1.                            | 1.                            | 1.               |

- 主な近親にオノユウ、ゴライコウ。